# Erwin Planck
 (octobre 2017).
Si vous disposez d'ouvrages ou d'articles de référence ou si vous connaissez des sites web de qualité traitant du thème abordé ici, merci de compléter l'article en donnant les références utiles à sa vérifiabilité et en les liant à la section « Notes et références ».
Pour les articles homonymes, voir Planck.
Erwin Planck  (12 mars 1893 - 23 janvier 1945) est un homme politique allemand et un résistant au nazisme.

## Biographie

### Enfance et formation
Erwin Planck est né le 12 mars 1893 à Berlin. Il est le quatrième enfant du physicien Max Planck et de Marie Merck, sa première femme. Après son baccalauréat en 1911, Planck devint militaire et poursuivit une carrière d'officier.
Il a deux frères et deux sœurs : Karl (1888 - mort à Verdun en 1916), Emma (1889-1917) et Grette (1889-1919) - jumelles, tous trois nés du premier mariage de Max Planck, puis Hermann (1911-1954), né du second mariage de leur père.

### Première Guerre mondiale
Lors de la Première Guerre mondiale, il se retrouva prisonnier en France. 

### Après guerre
Il revint en Allemagne après la guerre et travailla à l'État-major où il rencontra Kurt von Schleicher pour la première fois. Ils devinrent amis.
Kurt von Schleicher, qui en dirigeait la branche politique, appela Planck au ministère de la Défense du Reich en 1920 et l'envoya comme homme de liaison à la chancellerie du Reich. Il deviendra également conseiller du gouvernement, après avoir quitté la Reichswehr en 1926.
En 1932, il fut nommé secrétaire d'État par le chancelier Franz von Papen, et fut maintenu à ce poste lorsque Kurt von Schleicher fut à son tour nommé chancelier, pour deux mois, en janvier 1933.
Après que Adolf Hitler se fut emparé du pouvoir en 1933, Planck quitta le gouvernement pour se rendre en Asie de l'Est pour une année. Peu après, il revint en Allemagne et découvrit que von Schleicher avait été abattu par la Gestapo. Planck tenta en vain de trouver une explication au meurtre de son ami.
En 1936, Planck changea de parcours professionnel en se lançant dans les affaires. Il devint chef du personnel à Otto-Wolff-Konzern, un grand conglomérat, à Cologne. En 1939, il prit en main les rênes de la succursale de Berlin.
En août 1939, un groupe comprenant le ministre des Finances de Prusse Johannes Popitz, Planck et le président de la Reichsbank Hjalmar Schacht approchèrent le général Georg Thomas, chef du Bureau de défense de l'économie et de l'armement pour lui demander de faire quelque chose contre l'arrivée d'une prochaine guerre. Il accepta de rédiger un mémorandum à son supérieur, Wilhelm Keitel, chef de l'Oberkommando der Wehrmacht, dans lequel il déclara que la guerre contre la Pologne engendrerait une guerre mondiale que l'Allemagne ne pouvait pas gagner en raison de ses gros problèmes d'approvisionnement. Keitel tenta toutefois d'apaiser les craintes de Thomas en lui disant que le Führer ne prévoyait pas une telle guerre.

### Seconde Guerre mondiale
En 1940, Planck, Popitz, Ulrich von Hassell et Ludwig Beck élaborèrent un projet de « Constitution provisoire » dans l'hypothèse que la prochaine attaque de l'Occident renverse Hitler. Planck, impliqué dans la résistance contre le régime, prit part au complot entourant l'attentat du 20 juillet 1944 contre Adolf Hitler. Cela conduisit à son arrestation le 23 juillet 1944, après quoi il fut emmené à la Gestapo du Reichssicherheitshauptamt (RSHA).
Planck fut condamné à mort par le Volksgerichtshof et pendu à la prison de Plötzensee à Berlin.